# Apuim-de-costas-pretas
O Apuim-de-costas-pretas ou tiê-bicudo (nome científico: Touit melanonotus) é uma ave da família dos psitacídeos (Psittacidae), endêmica Brasil.

## Etimologia
Tiê (ou tié), que compõe parte de um de seus nomes populares, deriva do tupi ti'ye que em sentido definido designa pássaros da família dos traupídeos (Thraupidae). Foi registrado a primeira vez em 1594 como tie.

## Distribuição
Segundo a estimativa mais recente, de 2014, é assumido que o apuim-de-costas-pretas deva englobar menos de 10 mil espécimes maduros, com menos de mil subdivididos em cada subpopulação. Por consequência, é tido que sua população está em declínio. Está confinado na Bahia, na região sudeste (Espírito Santo, Rio de Janeiro e São Paulo) e Paraná. É errante no Rio de Janeiro e em São Paulo houve registro em seis locais ao sul da ilha do Cardoso. Especialmente na Bahia, não havia registros da espécie desde o século XIX. Os primeiros registros no Pará foram feitos em 1997 e atualmente estão presentes em sete localidades, entre as quais a Reserva Natural Salto Maroto e a Reserva Bicudinho-do-brejo. Atualmente se sabe que o primeiro registro no Paraná, na verdade, era de outra espécie, ou seja, o cuiú-cuiú (Pionopsitta pileata). Seu avistamento desde o século XIX sempre foi considerado bastante raro devido às baixas densidades e sua natureza discreta, o que contribuiu à escassez dos registros. O ressurgimento dos avistamentos a partir de meados da década de 1980, e sua descoberta no Espírito Santo, deveu-se ao conhecimento de seus chamados.

## Ecologia
O apuim-de-costas-pretas é mais conhecido da floresta perene de baixa altitude a 500-1 200 metros (1 600-3 900 pés), mas também até 1 400 metros (4 600 pés) no Parque Nacional do Itatiaia. Além disso, é encontrado próximo ao nível do mar na Bahia e em São Paulo. Suspeita-se de migração ou dispersão sazonal, embora isso possa representar pouco mais do que pequenos movimentos altitudinais. Os itens alimentares são pouco estudados, mas incluem grandes sementes de leguminosas, frutos de copororoca (Myrsine umbellata), Clusia sp. e erva-de-passarinho. Foi observado alimentando-se de Clusia criuva onde supostos adultos arrancam o fruto da árvore cortando o talo com o bico e carregam o fruto para um local mais seguro em um galho mais firme, onde abrem o fruto com o bico encaixando-o no galho, retirando as sementes com sua língua; não usam os pés em nenhum momento no processo de alimentação, como alguns outros psitacídeos fazem. Alguns indivíduos que se presume serem pássaros jovens foram vistos comendo os frutos in situ e não os arrancaram. Suspeita-se que a reprodução ocorra de setembro a outubro. Aves jovens bem crescidas foram observadas sendo alimentadas por adultos em Ubatuba, no estado de São Paulo, em janeiro de 2010. Aves jovens podem ser diferenciadas por seu anel orbital mais pálido e sua cera sendo da cor da carne em oposição ao cinza escuro nos adultos.

## Conservação
Conversão agrícola e desmatamento para mineração e plantações ameaçaram historicamente seus habitats. As principais ameaças atuais são a urbanização, a expansão agrícola, a colonização e a construção de estradas associadas. Foi colocado no Apêndice II da Convenção sobre o Comércio Internacional das Espécies Silvestres Ameaçadas de Extinção (CITES). Em 2005, foi registrado como em perigo na Lista de Espécies da Fauna Ameaçadas do Espírito Santo; em 2011, como criticamente em perigo Lista das Espécies da Fauna Ameaçada de Extinção em Santa Catarina; em 2014, como em perigo no Livro Vermelho da Fauna Ameaçada de Extinção no Estado de São Paulo e vulnerável na Portaria MMA N.º 444 de 17 de dezembro de 2014; em 2017, como criticamente em perigo na Lista Oficial das Espécies da Fauna Ameaçadas de Extinção do Estado da Bahia; e em 2018, como vulnerável Livro Vermelho da Fauna Brasileira Ameaçada de Extinção 2014 do Instituto Chico Mendes de Conservação da Biodiversidade (ICMBio). É protegido pela legislação brasileira e ocorre em várias áreas de preservação: Parques Estaduais do Desengano e Pedra Branca, Parques Nacionais de Itatiaia, Serra dos Órgãos e Tijuca (Rio de Janeiro); Estação Experimental de Ubatuba, Área de Proteção Ambiental de Iguape, Parques Estaduais da Serra do Mar, Ilha do Cardoso e Intervales (São Paulo); Reserva Natural Salto Morato e Reserva Bicudinho-do-brejo (Paraná).